# Mauro Gruber
Mauro Gruber (* 7. August 1986 in Chur) ist ein ehemaliger Schweizer Skilangläufer.

## Werdegang
Gruber, der für den SAS Bern startete, gab sein Debüt im Weltcup im Februar 2006 in Davos, wo er den Sprintwettbewerb als 70. beendete. Seine ersten und einzigen Weltcuppunkte gewann er im Dezember 2013 beim Sprint in Asiago mit Rang 17.
Im Alpencup gewann er im Januar 2008 den Sprintwettbewerb in Oberstdorf. Eine weitere Podestplatzierung gelang ihm im Februar 2011 mit Rang drei beim Sprint in Forni di Sopra. Seine beste Platzierung in der Gesamtwertung erreichte er in der Saison 2007/08 mit Rang 18.
Bei der Winter-Universiade 2007 in Pragelato belegte er den 69. Platz über 10 km Freistil sowie den 11. Rang im Sprint und bei der Winter-Universiade 2011 in Erzurum den 28. Platz im Skiathlon sowie den sechsten Rang im Sprint.

## Siege bei Continental-Cup-Rennen
| Nr. | Datum          | Ort        | Disziplin              | Serie    |
| --- | -------------- | ---------- | ---------------------- | -------- |
| 1.  | 6. Januar 2008 | Oberstdorf | 1,2 km Sprint Freistil | Alpencup |